# Dave Kelly

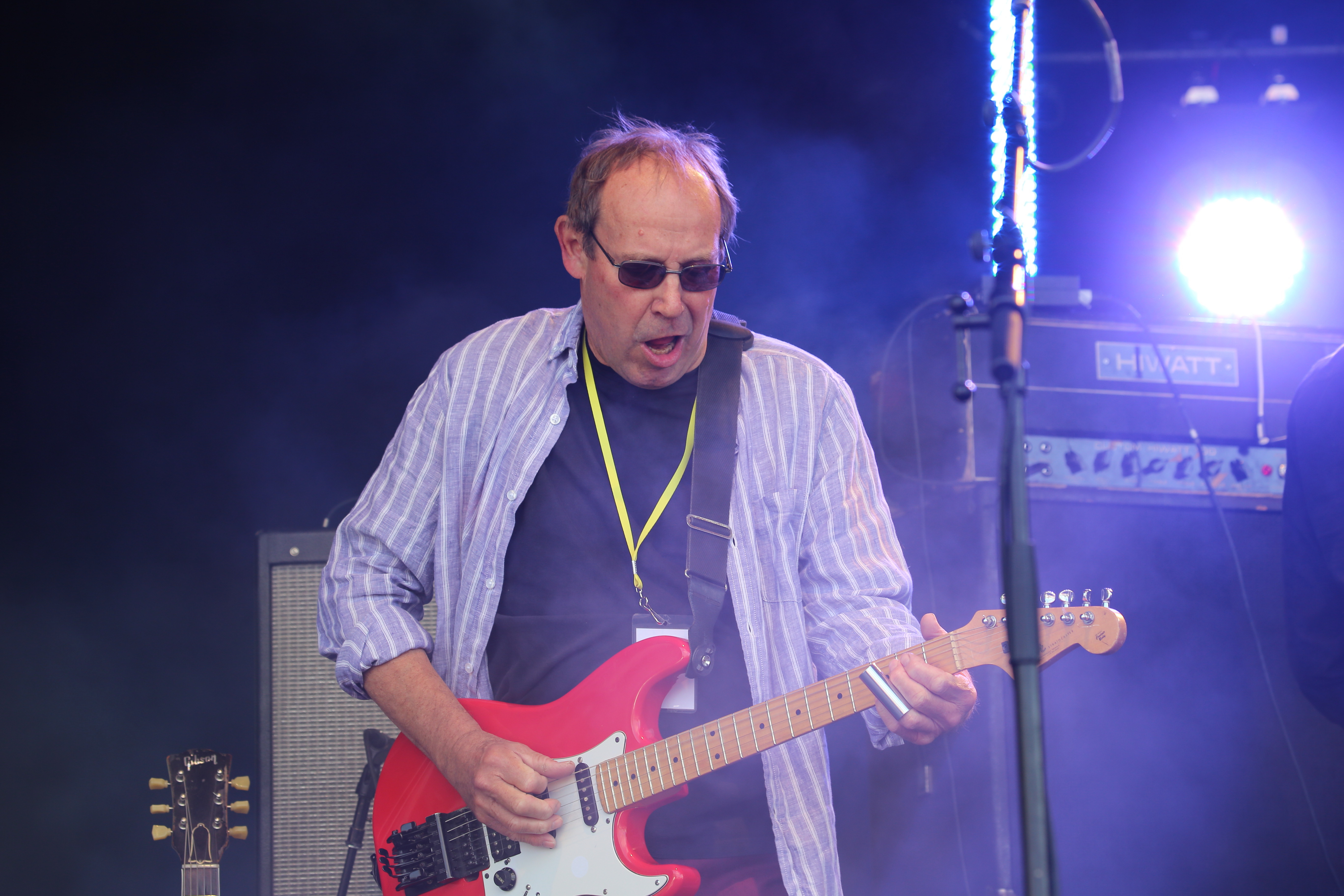
Dave Kelly Live mit Blues Band.

David „Dave“ Kelly (* 13. März 1947 in Streatham, Greater London, England) ist ein britischer Blues-Sänger, Gitarrist und Komponist, der seit den 1960er Jahren die britische Bluesszene mitgestaltet.

## Biografie
Durch seine Schwester Jo Ann Kelly (1944–1990), mit der er später an zahlreichen Musikprojekten teilnahm, kam der Rock-’n’-Roll-Fan Dave Kelly zum Blues. Mitte der 1960er wurde er Mitglied der John Dummer Blues Band, Ende der 1960er der Gruppe Tramp. Im Jahr 1979 entstand aus der Zusammenarbeit mit Paul Jones am Album „Willing“ schließlich die Blues Band mit Dave Kelly als Gitarrist und Sänger.
Neben seinen Verpflichtungen mit der Blues Band nahm er Soloalben auf, tourte mit seiner eigenen „Dave Kelly Band“ sowie als akustisches Duo mit Paul Jones. Dave Kelly schrieb Musik für etliche Film- und Fernsehproduktionen und Werbespots.
Im Laufe der Zeit trat er mit Bluesgrößen wie Muddy Waters, Howlin’ Wolf und John Lee Hooker auf. Er wurde in BBC-Umfragen mehrfach zum besten akustischen Künstler gewählt.
Kelly ist Mitglied der The British Blues All Stars-Band.

## Diskografie (Auswahl)
- Survivors (mit Bob Hall) (1979)
- Willing (1979)
- Feels Right (1981)
- Heart of the city (1987)
- When The Blues Come to Call (1993)
- An Evening with Paul Jones and Dave Kelly
- Resting My Bones  (2002)